# Fontaine d'Eure

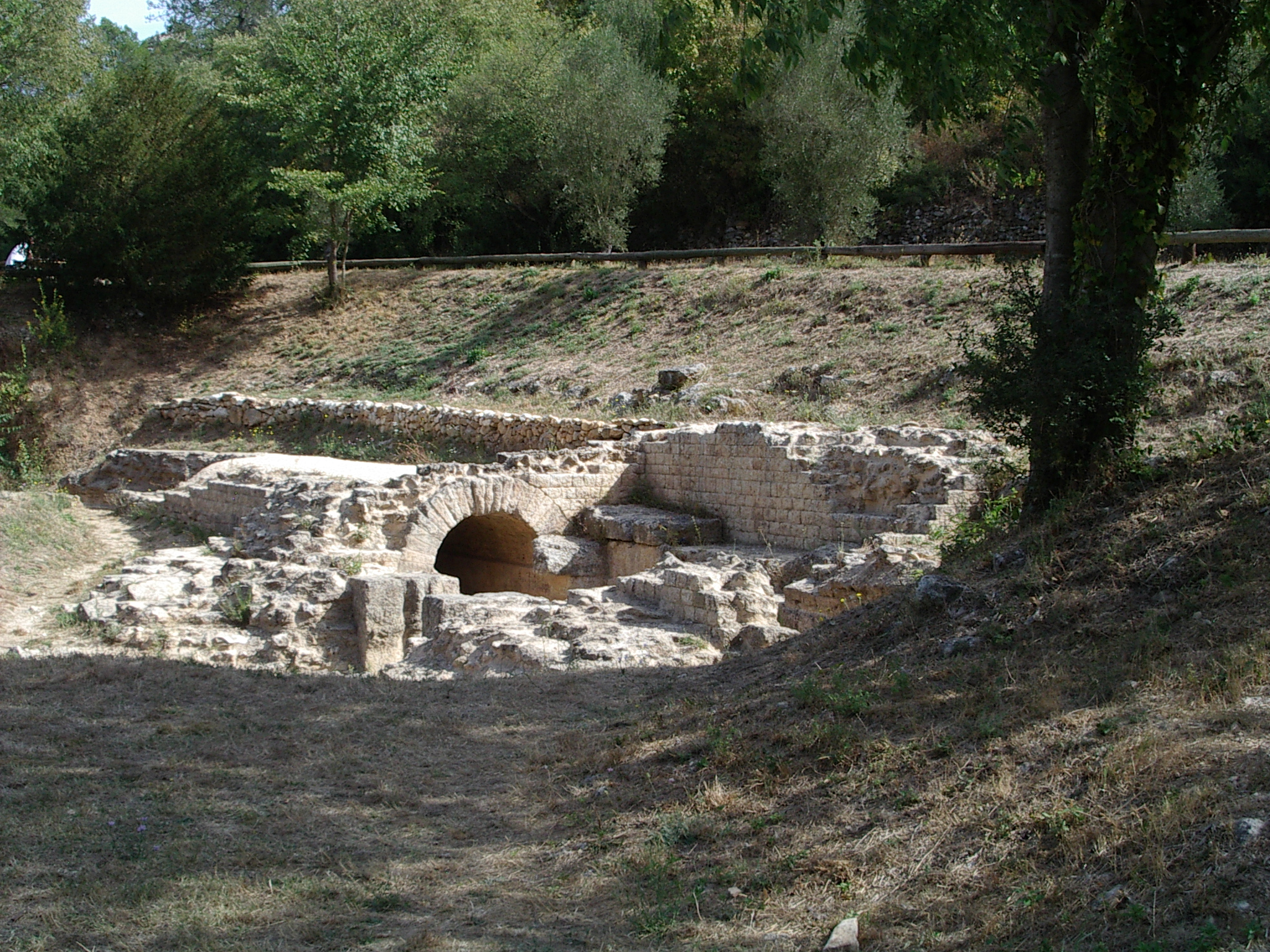
Bronnen van de Eure nabij Uzès (Frankrijk)

Startplaats van het aquaduct naar Nîmes via de Pont du Gard

Fontaine d’Eure of Source d’Eure (Latijn: Fons Urae, enkelvoud of Fontes Urae, meervoud) is de oorsprong van het riviertje Eure, nabij de Zuid-Franse stad Uzès, in het departement Gard. Het gaat om een twaalftal karstbronnen die het hele jaar door water geven. De Eure mondt uit in de Alzon.

## Historiek
In de Romeinse tijd kwamen inwoners van Uzès of Ucetia naar de bronnen om zich te laven en waternimfen te vereren. Zo bevindt er zich in Uzès een grafsteen van Sextus Pompeius Pandus. Deze beroemde er zich op een tempeltje voor de waternimfen van Eure gebouwd te hebben op grond van zijn voorouders. Deze vereerders van de bron werden Lares genoemd.
Meer bekend is hoe in de 1e eeuw het water uit de Fontaine d’Eure een circuit van 50 km aquaduct voedde voor de stad Nîmes, via de Pont du Gard onder meer. Nîmes was in de Romeinse tijd de metropool Nemausus genoemd. Voor de Romeinen was het interessant om het hele jaar door bronwater in de stad te krijgen. Het debiet varieert naargelang het seizoen, tussen de 200 à 1.200 liter per seconde met gemiddelde 400.De Romeinse constructie was voorzien op wijzigingen in het debiet door overloopbekkens. De Fontaine d’Eure gaf water aan de aquaducten tot de 6e eeuw. In Nîmes kwam al het water toe in het verdeelbekken, castellum divisorium genaamd.
Sinds de 20e eeuw voorzien de bronnen van Eure in drinkwater voor de nabije stad Uzès. Tegenwoordig is de plek een wandelroute, waar de eerste meters van de aquaduct nog te bezichtigen zijn.